# Info-ZIP
Info-ZIP ist eine Gruppe von Programmierern, die vier Open-Source-Computerprogramme für die Handhabung von ZIP-Archiven entwickelten.
Ihre Arbeit begann 1989 mit Varianten des gerade erst erschienenen, ursprünglichen PKZIP-Tools von Phil Katz.
Dieses wurde selbst bald weiterentwickelt (andere Kompressionsmethode) und blieb weit verbreitet, und ein wesentliches Ziel der Arbeit des Projekts war immer maximale Kompatibilität mit PKZIP, d. h. mit PKZIP angelegte ZIP-Archive sollen mit dem Programm Info-ZIP‘s Unzip gelesen und entpackt werden können, und von Info-ZIP‘s Zip erzeugte ZIP-Archive sollen mit PKZIP gelesen und entpackt werden können. Weiteres Ziel war die Portierung auf möglichst viele andere Betriebssysteme, insbesondere unixoide, während PKZIP sich noch auf MS-DOS und kompatible beschränkte.
Viele Programme, die den ZIP-Algorithmus nutzen, nutzen bei der eigentlichen Kompression den Quellcode von Info-Zip. Zwei Info-ZIP-Entwickler waren an der Entwicklung des PNG-Datenformats für Grafiken beteiligt, das GIF ablöste.

## Die Programme
- Zip und UnZip handhaben ZIP-Archive in der Kommandozeile unter PC-kompatiblem DOS (wie MS-DOS, PC DOS, u.v.m.) und kompatiblen Betriebssystemen wie OS/2 und Windows (vor allem Windows 9x, aber auch unter Windows NT). Es gibt jedoch auch native Versionen für OS/2 und Windows, sowie für eine Reihe von unixartigen Betriebssystemen wie *BSD (z. B. FreeBSD/NetBSD/OpenBSD und macOS/Darwin) und Linux, sowie für VMS, AmigaDOS, Atari TOS/MiNT und einige weitere, wobei auch unterschiedliche Prozessorarchitekturen berücksichtigt werden.[3][4] Sie wurden zuletzt 2008 (Zip 3.0) bzw. 2009 (UnZip 6.0) aktualisiert und sind so Bestandteil aktueller Linux-Distributionen[5]. Zip komprimiert, UnZip entpackt bzw. gibt als ZipInfo (Befehl zipinfo oder unzip ‑Z) Auskunft über Inhalte eines ZIP-Archivs. Auf der Seite von Info-ZIP über Meilensteine der Vergangenheit[2] werden ab 1989 zunächst Veröffentlichungen von UnZip genannt, erst ab 1992 erscheint Zip.
- WiZ bietet eine grafische Oberfläche für Zip und UnZip unter Windows (zuletzt nur für 32-bit, also nicht Windows 3.x)[6], wurde zuletzt 2005 aktualisiert (WiZ 5.03).[1]
- MacZip bietet eine grafische Oberfläche für Zip und UnZip unter klassischem Mac OS. Laut Info-ZIP[1] wurde es zuletzt 2001 aktualisiert (MacZip 1.06). Sein damaliger Entwickler und Maintainer[7] hat sich von diesen Rollen verabschiedet und gab an, das MacZip nicht mehr weiterzuentwickeln.[8][9] Die letzte Version von klassischem Mac OS ist Mac OS 9.2.2 von 2001.
- Seit Mac OS X Panther (10.3, 2003) ist das Archivierungsprogramm (Archive Utility.app seit Mac OS X Leopard, davor BOMArchiveHelper.app) im Betriebssystem macOS (von 1999 bis 2012 „Mac OS X“ und bis 2016 „OS X“) enthalten.[10] Es kann ZIP-Dateien sowohl entpacken als auch Verzeichnisse und Dateien (über das Kontextmenü) komprimieren.[11][12]
Info-Zip (zip und unzip) ist außerdem im BSD-Teil von macOS enthalten, für den Benutzer allerdings nur über Terminal.app vernünftig zugänglich.